# 眾安房產
眾安房產有限公司（港交所：0672）成立於1997年，是一間在香港交易所上市的中國大陸地產公司，主要從事浙江的房地產業務。
眾安房產於2007年10月至11月在香港進行公開招股，招股價訂在5至6.67港元，集資額為27.15億至36.22億元。眾安房產最終公開發售部份超額認購175倍，招股價訂在6.67元，公司在11月13日上市。眾安房產上市時引入鄭裕彤、吳光正、刘銮雄及达胜国际為基礎投資者。2009年，西京投資以2.79億購入眾安房產5.15%的股權。
2014年，眾安房產旗下的中國新城市計劃在香港上市。

## 外部連結
- 眾安房產公司網站 （页面存档备份，存于）